# Can Marser (Olivella)
Can Marser és una masia d'Olivella inclosa en l'Inventari del Patrimoni Arquitectònic de Catalunya.

## Descripció
És una masia de planta baixa, pis i golfes amb teulades a dos vessants. Té un rellotge de sol a la façana, al costat del balcó. El portal és d'arc escarser i les finestres rectangulars. A semblança d'altres masies de la comarca, aquesta s'ha ampliat al llarg dels anys, donant lloc a una sèrie de construccions secundàries. Una és el corral, una construcció de tipologia popular amb la part d'habitatge i els corrals que formen un pati interior; té les cobertes, a una i a dues vessants, de teules. Consta de planta baixa i un pis i té les obertures amb arcs i muntants de maó vist, solució molt emprada a les masies del Garraf.
El corral és una construcció de tipologia popular amb la part de l'habitatge i els corrals formant un pati interior. Les cobertes són a una i dues vessants, de teules. Té planta baixa i pis. Les obertures són d'arcs i amb rebranques de maó vist.

## Història
Can Marcer és un gran casal de tradició vinícola documentat des del segle xvii i que va ser totalment reformat entre 1860 i 1882. Avui dia és una de les poques masies que encara es manté habitada.